# Dzmitry Asanau
Dzmitry Siarheyevich Asanau –en bielorruso, Дзмітрый Сяргеевіч Асанаў– (Maladziechna, 18 de mayo de 1996) es un deportista bielorruso que compite en boxeo.
Ganó una medalla de bronce en el Campeonato Mundial de Boxeo Aficionado de 2015. En los Juegos Europeos obtuvo dos medallas, plata en Bakú 2015 (56 kg) y oro en Minsk 2019 (60 kg).

## Palmarés internacional
| Campeonato Mundial | Campeonato Mundial  | Campeonato Mundial | Campeonato Mundial |
| Año                | Lugar               | Medalla            | Categoría          |
| ------------------ | ------------------- | ------------------ | ------------------ |
| 2015               | Doha (Catar)        | Medalla de bronce  | 56 kg              |
| Juegos Europeos    |                     |                    |                    |
| Año                | Lugar               | Medalla            | Categoría          |
| 2015               | Bakú (Azerbaiyán)   | Medalla de plata   | 56 kg              |
| 2019               | Minsk (Bielorrusia) | Medalla de oro     | 60 kg              |